# She’s Leaving Home
She’s Leaving Home – ballada zespołu The Beatles, napisana przez duet Lennon/McCartney. Piosenka została umieszczona w 1967 roku na albumie Sgt. Pepper’s Lonely Hearts Club Band. Był to jeden z niewielu utworów The Beatles, w którym członkowie zespołu nie grają na żadnym instrumencie. McCartney odpowiedzialny był za główną część utworu, natomiast Lennon był autorem części, w której rodzice przedstawiają swój punkt widzenia: „We gave her most of our lives, we gave her everything money could buy…”.
W 1978 roku wydany został album All Fly Home Ala Jarreau, na którym znalazł się utwór „She’s Leaving Home”.
Ponad dwadzieścia lat po powstaniu piosenki, w 1988 roku utwór w aranżacji Billy’ego Bragga i Cary Tivey wspiął się na szczyt brytyjskiej listy UK Singles Chart. Kompozycja w wykonaniu duetu znalazła się na albumie hołdującym kwartetowi z Liverpoolu – Sgt. Pepper Knew My Father (1988).

## Twórcy
- Paul McCartney – śpiew
- John Lennon – śpiew
- George Martin – dyrygent, producent muzyczny
- Erich Gruenberg – skrzypce
- Mike Leander – aranżacja
- Derek Jacobs – skrzypce
- Trevor Williams – skrzypce
- Jose Luis García – skrzypce
- John Underwood – altówka
- Stephen Shingles – altówka
- Dennis Vigay – wiolonczela
- Alan Dalziel – wiolonczela
- Gordon Pearce – kontrabas
- Sheila Bromberg – harfa